# Franz Mandl (Politiker)
Franz Mandl (* 10. Juni 1958) ist ein österreichischer Politiker (FPK, früher FPÖ bzw. BZÖ). Er war von 2008 bis 2013 Abgeordneter zum Kärntner Landtag.

## Ausbildung und Beruf
Franz Mandl absolvierte zwischen Juli 1973 und Juli 1976 eine Lehre als Zimmermann bei der Firma Müller in Weissensee und legte die Gesellenprüfung ab. Er arbeitete im Anschluss bis März 1977 weiter als Geselle und wechselte danach bis Ende 1977 zur Firma IL-Bau in Innsbruck. Mandl leistete zwischen Jänner und Juni 1978 den Präsenzdienst ab und arbeitete danach noch bis September in Innsbruck. Er kehrte in der Folge wieder zu seiner Lehrfirma zurück, bei der er bis April 1979 arbeitete. Danach war er von Juni 1979 bis November 1993 bei der Firma Heilt & Nörner in München beschäftigt. Seit 1994 ist Mandl selbständiger Unternehmer und führt einen Tourismusbetrieb mit Ferienwohnungen.

## Politik
Franz Mandl rückte nach dem Rückzug von Helga Knicek am 3. Juli 2008 in den Kärntner Landtag nach. Er übernahm als Bereichssprecher die Themenfelder Jugend und Sport.  Mandl war seit 2003 Bürgermeister in Greifenburg. Bei der gleichzeitig mit der Gemeinderatswahl durchgeführten Bürgermeisterwahl vom 1. März 2015 unterlag er dem Gegenkandidaten Josef Brandner mit einem Prozentverhältnis von 46.61 zu 53.39 (siehe auch Gewählte Bürgermeister in Kärnten 2015).

## Privates
Mandl ist verwitwet und Vater eines Sohnes und einer Tochter. Er wohnt in Greifenburg.